# Rathaus (Unfinden)

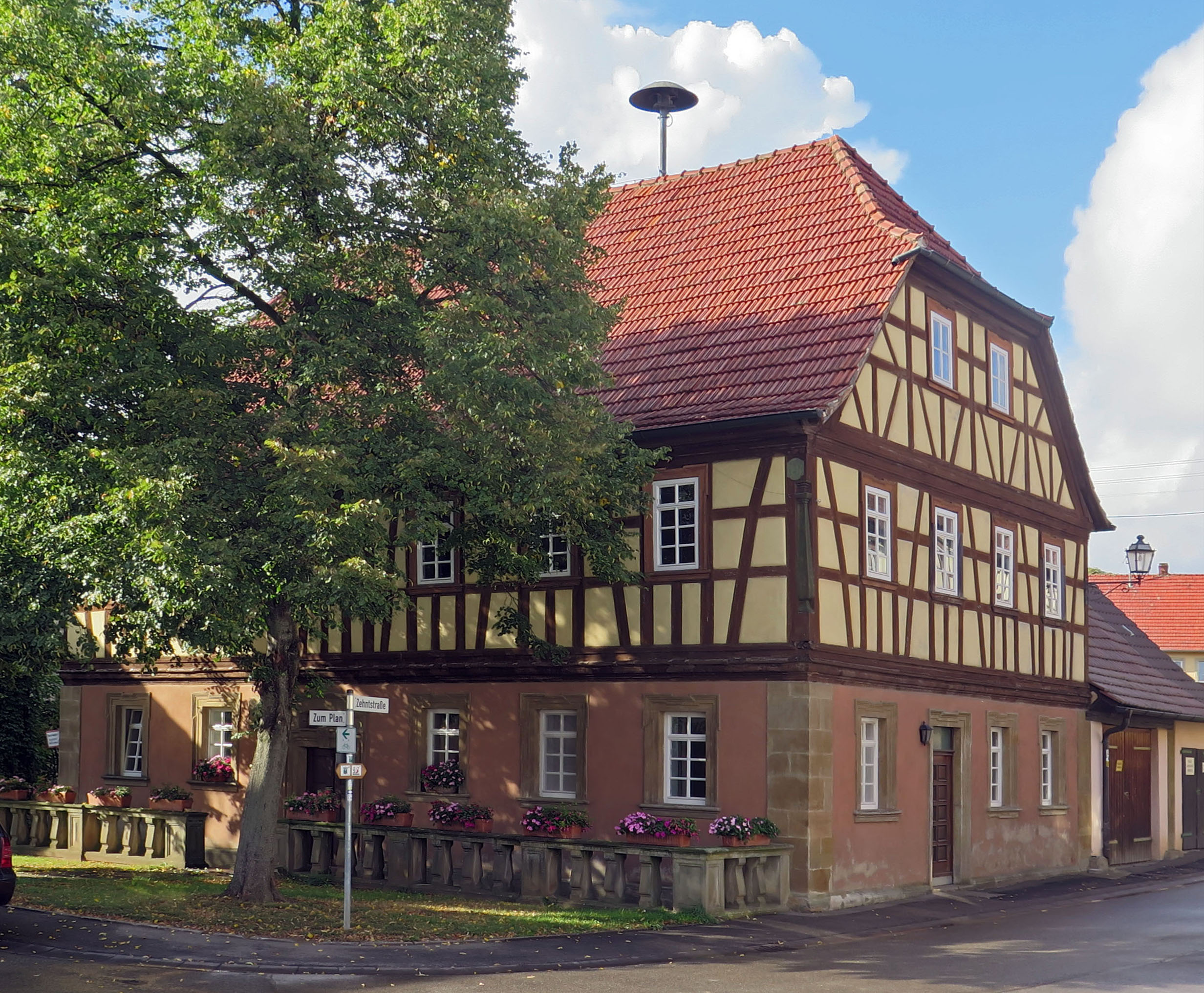
Ehemaliges Rathaus in Unfinden

Das Rathaus in Unfinden, einem Stadtteil von Königsberg in Bayern im unterfränkischen Landkreis Haßberge, wurde 1782 errichtet. Das ehemalige Rathaus mit der Adresse Zum Plan 2 ist ein geschütztes Baudenkmal. 
Der zweigeschossige traufständige Halbwalmdachbau mit Fachwerkobergeschoss hat ein Erdgeschoss aus Sandsteinquadermauerwerk. Die Sonnenuhr über dem Portal an der Traufseite ist mit der Jahreszahl 1792 bezeichnet. Die Balustrade aus Sandstein vor der gleichen Seite wurde um 1782 geschaffen. Das Obergeschoss hat geschnitzte Eckständer.
Die Fenster im Erdgeschoss und die Eingangstüren sind mit geohrten Sandsteinrahmungen versehen. 